# Onoba kyskensis
Onoba kyskensis är en snäckart som först beskrevs av Bartsch 1911.  Onoba kyskensis ingår i släktet Onoba och familjen Rissoidae. Inga underarter finns listade i Catalogue of Life.